# Fabricius (cráter)
Fabricius es un cráter de impacto lunar que está situado dentro de la parte noreste de la llanura amurallada del cráter Janssen. En el borde nornoroeste se halla el cráter Metius, un poco más grande. Fabricius tiene varios picos centrales que se elevan a 0,8 km, con una subida escarpada hacia el noroeste en dirección norte-sur. El borde es desigual y aparece ligeramente disgregado, más notablemente al suroeste y al sur.
|  |

Tiene 78 kilómetros de diámetro y 2.500 metros de profundidad. Es posterior al período Eratosteniano, hace entre 3,2 y 1,1 millones de años. Lleva el nombre de David Fabricius, un astrónomo alemán del siglo XVI.

## Cráteres satélite
Por convención estos elementos son identificados en los mapas lunares poniendo la letra en el lado del punto medio del cráter que está más cerca de Fabricius.
|           | \| Fabricius \| Coordenadas \| Diámetro \| \| --------- \| ----------------------------- \| -------- \| \| A \| 44°36′S 44°00′E / -44.6, 44.0 \| 45 km \| \| B \| 43°36′S 44°54′E / -43.6, 44.9 \| 17 km \| \| J \| 45°48′S 45°12′E / -45.8, 45.2 \| 16 km \| |          |
| Fabricius | Coordenadas | Diámetro |
| A         | 44°36′S 44°00′E / -44.6, 44.0 | 45 km    |
| B         | 43°36′S 44°54′E / -43.6, 44.9 | 17 km    |
| J         | 45°48′S 45°12′E / -45.8, 45.2 | 16 km    |